# Вознесенское (Порецкий район)
Вознесе́нское (чув. Вознесенски) — село в Порецком районе Чувашии. Входит в состав Семёновского сельского поселения.

## География
Находится у реки Мени. Граничит с селом Семёновское с юга, а с запада с Антипинкой. Посреди села проходит автомобильная дорога «Чебоксары-Сурское-Мишуково-Ардатов»

## История
с 1830 до (1917 объединено с селом Семёновское).
С 1929 до (1991 объединено с селом Семёновское).
Вновь образовано в 2013 году

## Население
| 2010 | 2012 |
| ---- | ---- |
| 157  | →157 |